# Sharib Sabri
Sharib Sabri  (n. 29 de diciembre de 1988 en Delhi), es un cantante y guitarrista indio.

## Biografía
Sharib Sabri nació en Delhi, India, pero se trasladó a Durga Marg, Moti Nagar, Jaipur, en el estado de Rajastán. Sabri, perteneciendo a una familia de músicos, comenzó a cantar a una edad temprana. Comenzó trabajando en una habitación que le fue alquilada por una familia muy conocida como era la familia Sharma en Moti Nagar de Jaipur.
Su padre es músico dedicado a interpretar la música clásica de la India. Entre otros cantantes de su familia, incluyen su hermano mayor Toshi Sabri, quien fue un concursante en el concurso de música llamado Amul STAR Voice of India.

## Carrera
Sabri había dejado sus estudios del grado 11, para dedicarse a su carrera musical. Fue finalista en el Sa Re Ga Ma Pa en el 2005, en la que logró posesionarse en el décimo lugar gracias a los votos del público y posteriormente, obtuvo un segundo puesto con Banjyotsna Gohain en el  Sa Re Ga Ma Pa Ek Main Aur Ek Tu. Sabri también compitió en otro concurso de canto en un programa musical llamado Music Ka Maha Muqqabla on STAR Plus.

## Filmografía
| Canción                   | Película                     | Año  |
| ------------------------- | ---------------------------- | ---- |
| Jaage Hain Baad Muddat Ke | Summer 2007                  | 2008 |
| Maahi (Rock With Me)      | Raaz - The Mystery Continues | 2009 |
| Sayian Ve                 | Jail (film)                  | 2009 |
| Oru Thuli Vishamai        | Ameerin Aadhi Bhagavan       | 2012 |

## Director musical con Toshi Sabri
| Película                     | Año  | Reediciones      |
| ---------------------------- | ---- | ---------------- |
| Raaz - The Mystery Continues | 2009 | Maahi (released) |
| Jashn                        | 2009 | (Released)       |
| Jail                         | 2009 | (Released)       |
| Yamla Pagla Deewana 2        | 2013 | (Released)       |
| Warning                      | 2013 | (Released)       |
| Jackpot                      | 2013 | (Released)       |
| Humpty Sharma Ki Dulhania    | 2014 | (Released)       |
| Zid                          | 2014 | (Released)       |